# 福宁五邑

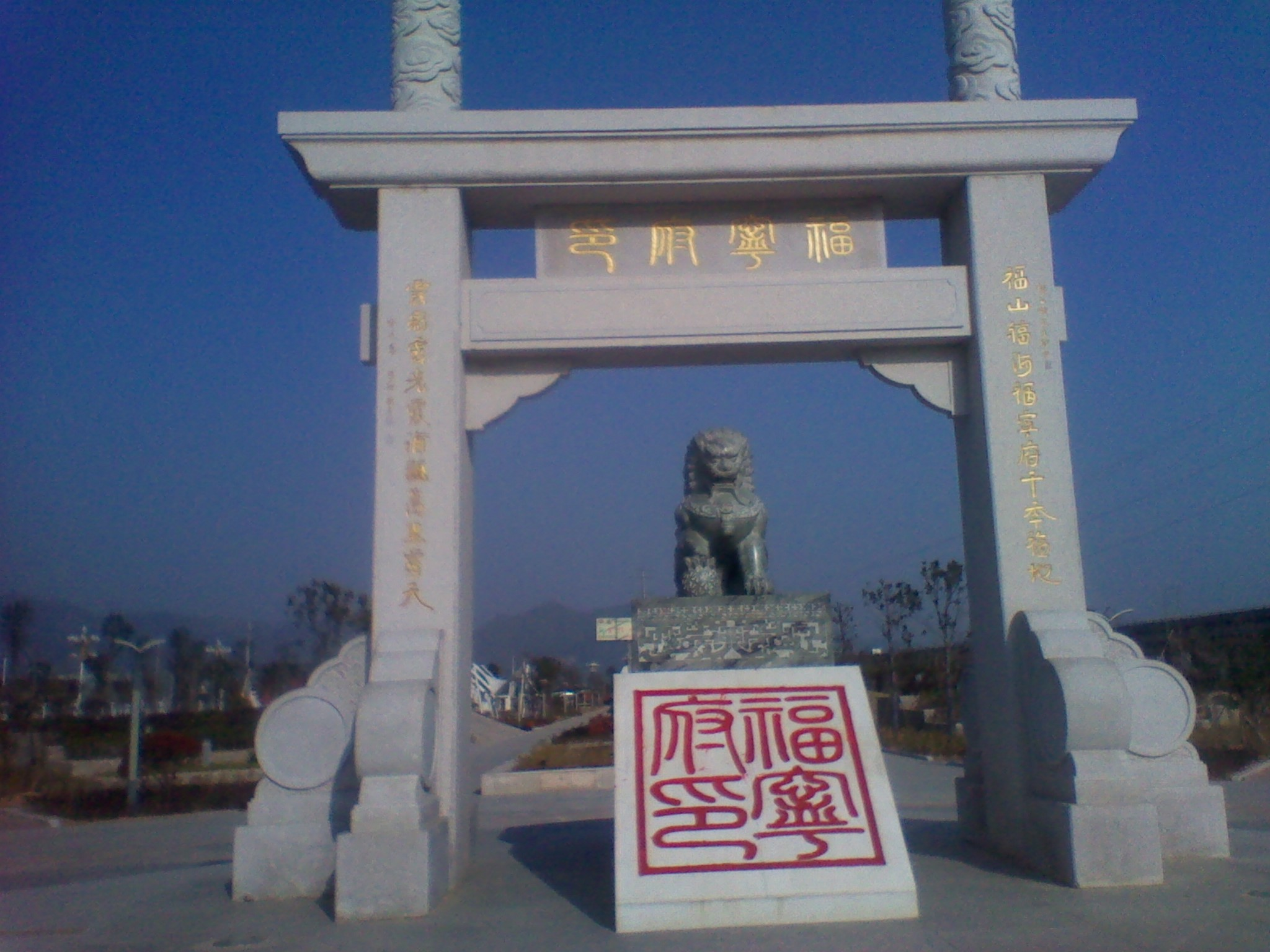
位于历史上福宁府城霞浦县境内福宁文化公园的“福宁府印”塑像

福宁五邑，是指旧制福建福宁府所辖五个县，即霞浦县、福安县（今福安市）、寧德縣（今宁德市蕉城区）、福鼎县（今福鼎市）和寿宁县，其辖境还包括今柘荣县和周宁县。清朝时期的这五个县级行政区通行闽语闽东片福宁小片（北片）方言，深受閩都文化圈的影响，同时融合了畲族、闽南、客家与浙南等文化。虽然现今的宁德市被认为是福宁府及福宁五邑的继承者，但历史上属于福州府管辖，现今隶属于宁德市的屏南、古田两县则不属于福宁五邑，而被认为是福州十邑及其文化圈的一部分。

## 区域沿革
福宁五邑地区最早的建制历史源于西晋太康年间建立的温麻县，唐朝改设長溪縣。五代十国时期，闽国将长溪县感德场升格为宁德县，宋朝淳祐五年（1245年）析永乐乡、灵霍乡设立福安县。元朝至元年间，长溪县升格为福宁州，因管辖福安、宁德二县而得名。明朝成立后，福宁州废除，原长溪县辖域设福宁县，与福安、宁德二县共同归属福州府管辖，景泰年间析福安北部地区建立寿宁县。成化九年（1473年）复设福宁州，管辖福安、宁德、寿宁三县。清朝雍正十二年（1734年），福宁州升格为福宁府，同时原福宁州直辖地区设立霞浦县作为附郭县，乾隆四年（1739年），析霞浦县的遥香、廉江、望海、育仁四地建立福鼎县。
中华民国成立后，福宁府废除，福宁五邑先后建立道级行政区和行政督察區，1933年起，部分县设立了准县级别的特种区。1945年，原分别属于宁德县和霞浦县的周墩特種區、柘洋特种区升格为周宁县、柘荣县，福宁五邑地区变为七个县级行政区，均隶属于当时的福建省第一行政督察区。1949年中华人民共和国成立后，第一行政督察区改为福建省第三专区（1950年改称福安专区），行政中心在福安县。福安专区曾先后辖有松溪、政和、长乐、连江、罗源、古田和屏南等县，1970年福安专区行政中心迁往宁德县，翌年改名为宁德地区，除下辖福宁五邑的七个县外，还辖有古田、屏南两县。1988年，宁德县升为县级市，翌年福安撤县设市，1995年福鼎撤县设市。2000年，宁德地区改设地级宁德市，原县级宁德市改称宁德市蕉城区。

## 各县概况
| 县名   | 建制时间                                   | 地图 | 包含现今地区   | 备注       |
| ------ | ------------------------------------------ | ---- | -------------- | ---------- |
| 霞浦县 | 282年（最早建制） 1734年（福宁府所设附郭） |      | 霞浦县、柘荣县 | 府治所在地 |
| 宁德县 | 933年                                      |      | 蕉城区、周宁县 |            |
| 福安县 | 1245年                                     |      | 福安市         |            |
| 寿宁县 | 1455年                                     |      | 寿宁县         |            |
| 福鼎县 | 1739年                                     |      | 福鼎市         |            |